# Présocratiques
Les présocratiques sont des philosophes qui, dans la Grèce antique, ont participé aux origines de la philosophie et ont vécu du milieu du VIe siècle av. J.-C. jusqu'au ve siècle av. J.-C., c'est-à-dire pour la plupart avant Socrate (470-399 av. J.-C.). Certains penseurs considérés comme présocratiques étaient toutefois contemporains de Socrate, comme les atomistes et certains sophistes (voir plus bas : « Critique du mot présocratique »).
On considère les Présocratiques comme les fondateurs de plusieurs aspects de la spéculation philosophique détachés de l'autorité de la tradition, notamment comme ayant formulé les bases théoriques pour le passage du mythe à la raison (logos). À la place des légendes expliquant la création du monde ou les phénomènes naturels apparaissent des théories formulées par des penseurs. Il en résulte que le paradigme de l'autorité de la tradition poétique est remplacé par celui des arguments et preuves présentés avec une cohérence logique. Les questions qu'ils ont posées concernent principalement la cosmogonie, en réponse à la question de la genèse du monde, la Cosmologie, en réponse à la question sur la texture et le fonctionnement du monde et l'épistémologie en réponse à la question concernant les possibilités et les limites de la pensée humaine. Leurs réflexions, qui relèvent en grande partie de ce qu'on appela ensuite « philosophie de la nature » (astronomie, origine et reproduction de la vie, etc. — soit ce que les Grecs nommaient phusis, la nature —), présentent des concepts et une exigence de rationalité (en grec : logos) qui tranchent avec ce qui constituait la culture commune en Grèce, c'est-à-dire les légendes et les fables (muthos) de la mythologie, comme celles qu'on trouve chez Homère et Hésiode. Certains Présocratiques ont proposé, en outre, des réflexions d'ordre moral, politique ou métaphysique.
Leurs doctrines et leur vie ne sont que partiellement connues. En effet, il ne nous reste souvent d'eux que des fragments et citations transmises par des auteurs ultérieurs. Lorsqu'ils sont évoqués par un philosophe ultérieur, leur pensée peut donc faire l'objet d'une présentation tendancieuse. Originaires pour la plupart des colonies grecques de l'époque situées dans l'actuelle Turquie (Ionie) et l'actuelle Italie (Grande-Grèce), les auteurs présocratiques les plus célèbres sont, chronologiquement, Thalès, Anaximandre, Pythagore, Héraclite, Parménide, Anaxagore, Empédocle, Zénon et Démocrite.

## Présentation d'ensemble

### Une influence profonde

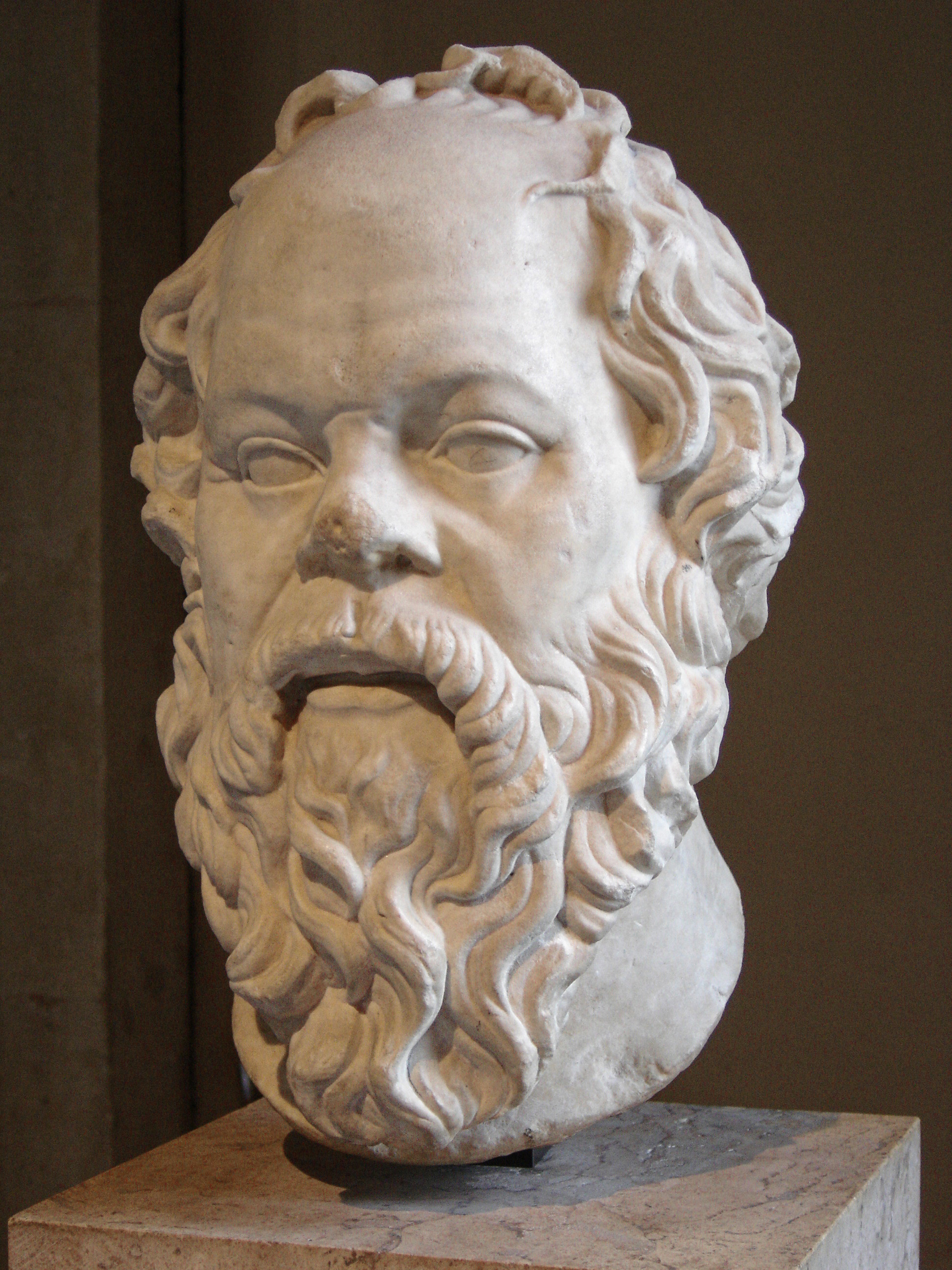
Socrate, le philosophe à partir duquel on désigne ces générations de penseurs.

Si l'histoire de la philosophie, suivant en cela l'opinion de Platon et d'Aristote, a fait de Socrate un moment décisif de l'histoire des idées, de sorte qu'il existerait un « avant » et un « après » Socrate, la pensée de ce dernier ne peut pourtant se concevoir sans celle de ses aînés et contemporains. Les présocratiques ont eu, comme Socrate, et après lui, une très grande influence sur la philosophie. Il est donc excessif de considérer Socrate comme l'unique point convergent d'une histoire téléologique de la pensée grecque.
Socrate lui-même est le premier à évoquer, dans les Dialogues de Platon, l'influence que ces penseurs ont exercée sur lui, même s'il a souvent été amené à les critiquer. Platon développe lui-même des théories sur la formation de l'univers ou la vie de l'âme après la mort qui sont notoirement influencées par l'école de Pythagore, et il évoque plusieurs fois la pensée d'Héraclite (dont il adopte la conception du mobilisme de la matière) et celle de Parménide (dont la théorie sur la stabilité de l'être a pu influencer sa théorie des « formes »), ce dernier étant l'éponyme de l'un de ses dialogues de maturité. Quant à Aristote, il emprunte aux présocratiques sa théorie des quatre éléments, et sa conception de l'Être est dans une large mesure une réponse (notamment par le biais de Platon) aux thèses de Parménide.
Dans la tradition philosophique moderne, Hegel, Nietzsche, Heidegger, Bachelard, et plus récemment Castoriadis et Marcel Conche, figurent parmi les plus grands commentateurs des Présocratiques, et s'en sont profondément inspirés. Dans la tradition littéraire, leur influence est perceptible chez Friedrich Hölderlin (La Mort d'Empédocle), Paul Valéry (Le cimetière marin, sur Zénon d'Élée), René Char ("Héraclite d'Éphèse", in Recherche de la base et du sommet), Milan Kundera (prologue de L'insoutenable légèreté de l'être, sur Parménide).

### Deux régions et deux directions

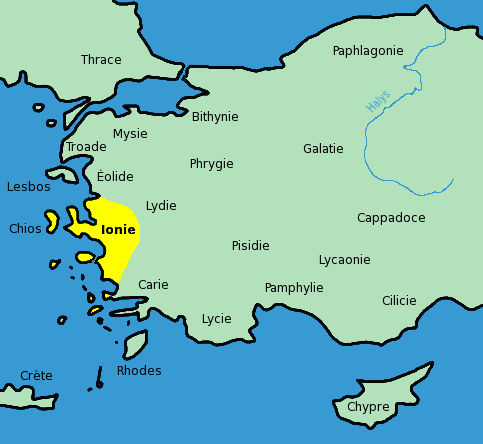
L'Ionie, ancienne région de l'Asie Mineure (en jaune).

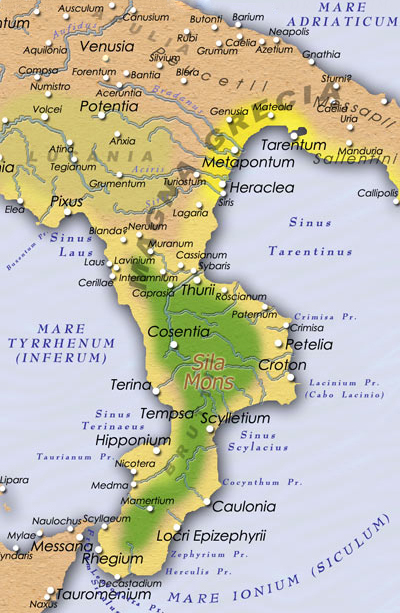
La partie centrale de la Grande-Grèce dans l'Antiquité.

Les présocratiques provenaient de toutes les colonies grecques du pourtour méditerranéen — et surtout des colonies, pourrait-on dire. Deux régions cependant se distinguent à l'Est et à l'Ouest :
- d'une part, les Ioniens (Thalès, Anaximandre et Héraclite notamment) vivaient dans les villes florissantes sur les côtes de l'actuelle Turquie, comme Milet et Éphèse, îles comprises, et se consacraient surtout à l'étude des principes de la nature ;
- d'autre part, les Italiques, c'est-à-dire les pythagoriciens et les Eléates (Parménide, Zénon d'Élée), vivaient dans ce qu'on appelle la Grande-Grèce, c'est-à-dire le sud de l'actuelle Italie et la Sicile, et se tournaient plutôt vers la spéculation métaphysique.

Mais il faut aussi compter avec l'Attique, bien sûr, (Athènes, Thèbes…) et le Péloponnèse (Sparte…), avec la Thrace dans l'extrême Nord (Abdère), avec le Bosphore (Calcédoine, Lampsaque), avec la Crète (Apollonie), etc.
Les présocratiques ont donc en commun, grosso modo, pour une partie d'entre eux les études physiques (écoles ioniennes), et pour une autre partie la spéculation métaphysique sur l'être et le mouvement (écoles d'Italie), ces deux aspirations n'étant pas exclusives l'une de l'autre — Pythagore, pour sa part, conjugue les deux traditions puisque, né à Samos (en Ionie), il ira fonder des cités et des écoles en Grande-Grèce (autour de Crotone). À travers les voyages de certains d'entre eux, en particulier à Athènes, leur pensée se diffusera dans le monde grec, inspirant les premiers grands philosophes (Socrate, Platon, Aristote).

### Innovations théoriques majeures
Les Présocratiques portent un grand intérêt à l'étude de la nature (phusis), ce qui fait qu'Aristote les désigne par le nom de « physiologues » et qu'on les appelle parfois les anciens « physiciens », plutôt que « philosophes ». Ils étaient d'ailleurs en général des savants polyvalents, à la fois géomètres (on connaît encore en cette matière les théorèmes de Thalès et Pythagore), astronomes, et intéressés par les phénomènes biologiques. Leur principal apport est de chercher à expliquer l'origine et la formation du monde, non plus par des mythes ou des fictions, mais par des concepts rigoureux, c'est-à-dire par la raison au détriment de l'imagination, inaugurant ainsi les prémices de la science naturelle. Ils concevaient leur démarche intellectuelle comme une enquête, Historia, cherchant à comprendre l'origine et le déroulement de la nature en tant que processus (phusis).
Ce phénomène majeur a été thématisé par certains historiens comme le passage de la civilisation du muthos (la fable) au logos (la raison), c'est-à-dire des mythes à la science ; à cette époque aussi naissaient l'histoire-géographie avec Hérodote, l'urbanisme avec Hippodamos (tous deux du {\displaystyle ~}~ Ve s.) et d'autres disciplines. Le phénomène se poursuivra dans les siècles suivants avec l'apparition de la philosophie académique (Platon, Aristote) de la médecine (Hippocrate), la physique des fluides (Archimède, ~ IIIe s.), etc. On notera cependant que la science présocratique est typiquement spéculative et non expérimentale.
Plusieurs traités “Sur la nature” (Peri phuseôs) étaient des cosmogonies rédigées pour la plupart en vers, ce qui montre que beaucoup restaient encore fidèles à la tradition poétique. Par les fragments et les citations qui nous sont parvenus, on sait que dans ces traités sur la nature, les Ioniens cherchaient un principe (en grec, « archè ») pour expliquer la formation du cosmos et l'existence de la vie : pour Thalès, ce sera l'eau ; pour Anaximène, l'air ; pour Héraclite, le feu ; pour Empédocle, ce seront les quatre éléments tout à la fois, se combinant entre eux ; pour l'école atomiste de Leucippe, ce seront les atomes et le vide. Le principe de l'organisation du monde est ainsi identifié dans les éléments premiers de la matière. Mais d'autres trouveront ce principe ailleurs que dans les éléments physiques : ainsi, pour Anaximandre, le principe est l'infini ; pour Pythagore, c'est le nombre ; pour Anaxagore, l'esprit.

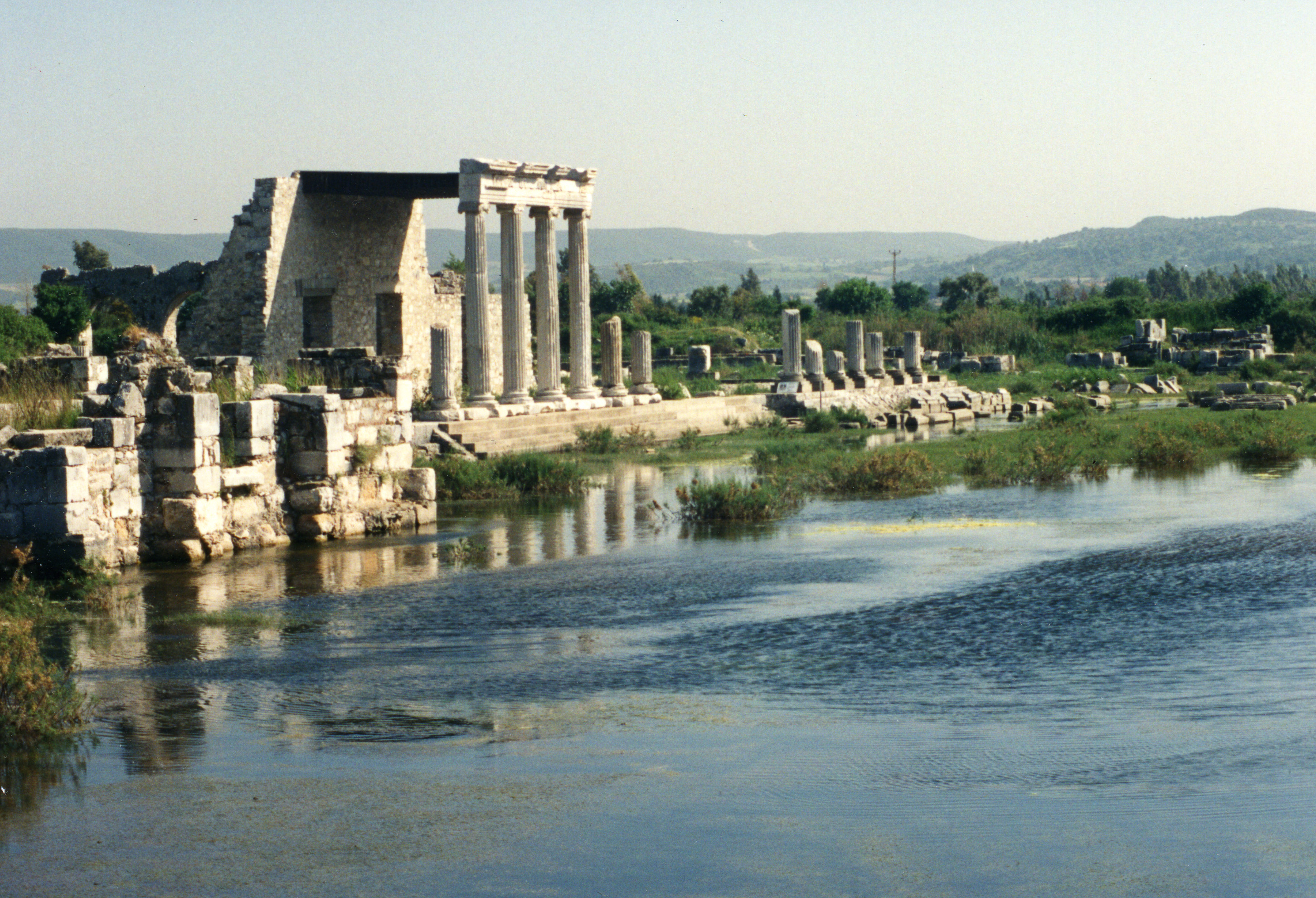
Portique de l'agora de Milet, ancienne cité Ionienne.

De plus, la physique ionienne, et à sa suite l'atomisme, rendent compte du changement et du mouvement dans la nature par l'opposition de certaines qualités au sein cette substance primordiale, comme le chaud et le froid, le sec et l'humide, le dense et le rare, l'amour et la haine, le semblable et le dissemblable, etc. Ces oppositions conceptuelles ouvrent un champ théorique pour la science qui rompt avec les traditions mythologiques — même si la mythologie n'est pas totalement reniée par ces penseurs, mais coexiste avec leurs recherches. On peut donc voir, dans le niveau d'abstraction atteint par ces recherches de « physique », l'origine des réflexions plus « métaphysiques » que menèrent les Présocratiques sur la nature de l'être. En effet, Héraclite en vient à dire que c'est la mobilité qui caractérise l'univers, car toutes choses ne cessent de se renverser dans leur contraire (mobilisme). Parménide et les Éléates affirment au contraire que l'être est immobile, absolument identique à lui-même, parce qu'ils refusent l'existence du non-être. Quant à l'École pythagoricienne, s'appuyant sur l'idée que le cosmos obéit à des harmonies numériques, elle cherche à percer les mystères de la nature par l'étude des nombres et sera aussi à l'origine de la musicologie.

### Les écrits présocratiques
Il y a fragment et fragment, mais il ne s'agit en aucun cas “d'un petit morceau miraculeusement sauvegardé d'un papyrus disparu”, ce ne sont pas des fragments de poterie ! Souvent une seule phrase rapportée mais parfois aussi un opuscule tout entier. D'autre part, ces restes peuvent abonder en nombre chez certains auteurs (Héraclite : 139, Démocrite : 309) et constituer ainsi comme une mosaïque ou plutôt un puzzle… à assembler. On dispose aussi de quelques poèmes longs et denses, en fait discursifs (Empédocle, Parménide) et des équivalents de petits essais (Gorgias).
Au total, le volume de “La Pléïade” consacré aux présocratiques, appareil critique inclus, compte 1639 pages et son abrégé, 954 pages !

## Tableau chronologique des principaux Présocratiques
Ce tableau permet de calculer une longévité moyenne, soit 73,9 ans. Une valeur si élevée surprend, mais elle confirme celle de 73,8 obtenue indépendamment sur un lot de 29 individus (au lieu de 17 ici). Anomalie, artéfact ou réalité, ceci reste à élucider.

## Liste de présocratiques

### Les Ioniens

#### École milésienne
- Thalès de Milet
- Anaximandre
- Anaximène

### École pythagoricienne
- Pythagore
- Philolaos de Crotone
- Cercops
- Pétron
- Brontin
- Théano
- Hippase de Métaponte
- Calliphon
- Démocédès
- Parméniscos (Ce riche citoyen de Métaponte aurait perdu la faculté de rire et aurait vendu Xénophane comme esclave.)
- Ménestor
- Xouthos
- Boïdas
- Thrasyalcès
- Ion de Chios
- Alcméon de Crotone
- Iccos
- Paron
- Ameinias (el)
- Archytas
- Timée de Locres
- Damon d'Athènes
- Hippon
- Phaléas
- Hippodamos
- Polyclète
- Hippocrate de Chio
- Théodore de Cyrène
- Eurytos
- Archippos
- Lysis
- Opsimos
- Occelos
- Hicétas
- Ecphantos
- Xénophile
- Dioclès
- Échécrate
- Polymnastos
- Phanton
- Arion
- Proros
- Amyclas
- Clinias de Tarente
- Phintias
- Simos
- Myonide
- Euphranor
- Lycon
- Archytas de Tarente

### Les Éléates
- Parménide
- Xénophane de Colophon
- Zénon d'Élée
- Empédocle d'Agrigente
- Mélissos de Samos

### Les Atomistes
- Mochus
- Leucippe
- Démocrite d'Abdère
- Nessas
- Métrodore de Chio
- Diogène de Smyrne
- Anaxarque
- Apollodore de Cyzique
- Nausiphane
- Diotime
- Bion d'Abdère
- Bolos[réf. nécessaire]

### Les Sophistes
- Protagoras
- Hippias d'Élis
- Prodicos de Céos
- Gorgias de Léontion
- Antiphon
- Lycophron le sophiste
- Thrasymaque
- Xéniade

### Autres philosophes
- Héraclite d'Éphèse
- Phérécyde de Syros (VIe siècle av. J.-C.)
- Cratyle
- Diogène d'Apollonie
- Archélaos de Milet
- Métrodore de Lampsaque, l'Ancien (Ve siècle av. J.-C.)
- Clidémos
- Idéos
- Antisthène
- Eudoxe de Cnide
- Empédocle d'Agrigente, (~490-~430)

## La société présocratique
Les écrits présocratiques ont été abondamment transcrits, traduits et commentés, mais les Présocratiques eux-mêmes, en tant que classe sociale ou objet sociologique, n'ont attiré que récemment, semble-t-il, l'attention. On voit alors apparaître soudainement dans l'Occident antique une génération nouvelle de « philosophes », (un mot qui date de l'an ~500, attribué à Pythagore). De ces hommes il n'est dit nulle part qu'aucun fut le fils d'un philosophe ; ils se comptaient par centaines, si l'on inclut les élèves, amis et amateurs, dans la Grèce et ses colonies ; ils pratiquaient des activités nouvelles : lire et écrire (souvent des « Traités de la nature »), échanger ou acheter ces écrits, procéder par « discussions critiques » comme l'a souligné Karl Popper et relations de maître à disciples, enfin organiser des cours, des séminaires et « dîners de travail » si l'on peut désigner ainsi les ancêtres étymologiques de nos symposiums modernes. Un « phénomène présocratique » pour tout dire, dont le déterminisme semble avoir été multicausal : mise au point récente de l'alphabet grec, fabrication et commercialisation du papyrus, conditions de vie d'une classe sociale d'oisifs, etc.
Au Ve siècle, le débat philosophique se tiendra à Athènes. L'unité politique de la Grèce antique se limite à celle de chaque cité ; unité tragique et sanglante, puisque les cités ne cessèrent de s'affronter. Or, bien qu'originaires de cités différentes, les Présocratiques furent parmi les premiers à prendre conscience de l'unité des peuples grecs, et ils furent souvent des pan-hellénistes : ainsi, le grand homme public que fut Isocrate, bien que non recensé traditionnellement comme présocratique, a connu Socrate, suivi les cours de Gorgias. Il a plaidé pour la conciliation — notamment entre Athènes et Sparte — ainsi que pour un front commun devant Philippe de Macédoine et devant le péril perse. Il n'est que trop clair que l'unité complète et durable ne fut jamais réalisée.

## Critique du mot «présocratique»
Michel Onfray, dans son cours « Génie de l'hédonisme I - L'archipel pré-chrétien » (2002/2003) à l'Université populaire de Caen, fait valoir que le concept même de Présocratiques donne trop d'importance à Platon et à l'idéalisme dans l'histoire de la philosophie, minimisant volontairement l'importance d'autres philosophes et regroupant sous la même dénomination des courants de pensées éloignés. Il résulterait d'une écriture de l'histoire par le platonisme lui-même, victorieux — victorieux car en accord philosophique parfait avec certains courants de la scolastique médiévale « toute-puissante » pendant des siècles, dont les penseurs (pour la plupart des clercs) se chargeront de copier les textes antiques et de déterminer leur intérêt pour la doctrine chrétienne, c'est-à-dire en quoi ils apportent des « lumières » pour comprendre plus profondément ladite doctrine. Ainsi, les théories atomistes de Leucippe ou de Démocrite ne relèvent pas d'un courant de pensée antérieur à Socrate ou Platon, mais constituent au contraire une alternative contemporaine à l'idéalisme de Platon, et se retrouvent bien plus tard chez Épicure et Lucrèce.
D'évidence, ce qualificatif souffre d'un vice de logique (antinomie, auto-contradiction…) puisqu'il inclut nombre de compagnons ou disciples de Socrate (celui-ci n'ayant laissé comme on sait, aucun écrit). Autrement dit, la période visée inclut le personnage qu'elle est supposée précéder ! De plus, une bonne dizaine de prétendus Présocratiques, tels qu'Archytas et Euclide de Mégare, sont morts après le maître. C'est pourquoi, de longue date, le terme alternatif « Préplatonicien » a été proposé, à commencer par Nietzsche. Mais le terme consacré par l'usage, selon une expression courante, comme il arrive souvent, semble destiné à prévaloir malgré les réticences…
Certains affirment que l'essentiel réside dans le repère chronologique fourni par un personnage qu'on considère comme « incontournable » : À la mort de Socrate (~399), toutes les notions [philosophiques] étaient en place, la pensée prenait une nouvelle tournure…

#### Fragments et témoignages
- Yves Battistini, Trois présocratiques, précédé de Héraclite d'Éphèse par René Char, traduction revue et corrigée, N.R.F., « Tel », no 136, 1988.
- Olivier Battistini et Yves Battistini, Les Présocratiques, Nathan, « Les Intégrales de Philo », no 20, Paris, 1990.
- (de) Hermann Diels, Die Fragmente der Vorsokratiker. Griechisch und Deutsch, Berlin, Kranz W. en 3 vol., 10e éd., 1903 (réimpr. 1960-1961)Weidmann

Rééd. en deux tomes, par W. Kranz, Zürich, 1951, avec t. III : Worindex, Namen- und Stellenregister, Zürich, 1952.
- Jean-Paul Dumont (dir.), Daniel Delattre, Jean-Louis Poirier, Les Présocratiques, Paris, Gallimard, « Bibliothèque de la Pléiade », 1988
- Jean Voilquin (présentation et choix d'extraits), Les Penseurs grecs avant Socrate de Thalès de Milet à Prodicos, Paris, Garnier Frères, rééd. GF-Flammarion, 1964Vieilli

The Characteristics and Effects of Presocratic Philosophy", Journal of the History of Ideas 12 (1951): 319-345

#### Études
(par ordre chronologique)
- Eduard Zeller (trad. Émile Boutroux), La Philosophie des Grecs, vol. I et II, Paris, Hachette, 1844-1852 (réimpr. 1882)Lire en ligne le tome 2 sur Gallica
- Friedrich Nietzsche (trad. Michel Haar et Marc de Launay), La Philosophie à l'époque tragique des Grecs in. Œuvres I., Paris, Gallimard (Bib. Pléiade p. 329-400), 1975; rééd. 2000Lire en ligne
- Octave Hamelin, Les Philosophes présocratiques, cours professé l'année universitaire 1905-1906 à la Sorbonne, Imprimerie des Sciences humaines de Strasbourg, 1978, avec une introduction de Fernand Turlot et une préface de Clémence Ramnoux.
- Theodor Gomperz (trad. Aug. Reymond), Les Penseurs grecs, tome 1, Paris, F. Alcan, 1908-1910Lire en ligne
- Jean Brun, Les présocratiques, Paris, PUF, « Que sais-je ? », 1968
- Richard Goulet (dir.), Dictionnaire des philosophes antiques, Paris, CNRS, 1989-...
- A. Laks. Introduction à la “philosophie présocratique”. Presses universitaires de France, 2006, 172 p.  (ISBN 9-782139055663).
- (Anon) Présocratiques. Philosophie antique, 7. Presses universitaires du Septentrionu Septentrion, 2007, 283 p.  (ISBN 978-2-85939-984-9).
- Brisson, L., Macé & Therme, A.-L. Lire les Présocratiques. Presses universitaires de France, 2012, 232 p.  (ISBN 978-2-13-057664-8).
- Christian Vassallo, The Presocratics at Herculaneum: A Study of Early Greek Philosophy in the Epicurean Tradition. De Gruyter, Berlin-Boston, 2021, 783 p.  (ISBN 978-3-11-072698-5).